# وادی سلی
وادی سلی (به عربی: وادي سلي) یک شهرداری در الجزایر است که در استان الشلف واقع شده‌است.
 وادی سلی  ۴۱٬۲۴۵ نفر جمعیت دارد.